# De Ghelcke (familie)

Wapen van de familie de Ghelcke

De Ghelcke was een Zuid-Nederlandse adellijke familie.

## Geschiedenis
- Deze oorspronkelijk uit Belle afkomstige familie kwam zich in Ieper vestigen. De stamvader, Gilles de Ghelcke, zou rond 1530 naar Ieper zijn gekomen om te trouwen met Maria van de Foreeste.
- In 1771 verleende keizerin Maria Theresia erfelijke adel aan Jacques-Laurent de Ghelcke, schepen van Ieper.
- In 1828, onder het Verenigd Koninkrijk der Nederlanden, werd erfelijke adel erkend ten gunste van Caroline Huughe de Peutevin, weduwe van Felix de Ghelcke, lid van de Tweede Kamer en kleinzoon van Jacques-Laurent. Ze verkreeg dit ten voordele van de zes kinderen van het gezin de Ghelcke-Huughe (zie hierna), die op die datum nog minderjarig waren.

## Naamdragers 'de Ghelcke'
- Charles de Ghelcke

Charles Narcisse Félix Marie Ghislain de Ghelcke (Ieper, 25 mei 1810 - Poperinge, 3 augustus 1869), doctor in de rechten, vrederechter in Poperinge, trouwde in 1841 met Marie-Catherine Cayet (1816-1869). Ze hadden een dochter en een zoon Charles (1845-1875), die zelf twee dochters kreeg, waarmee deze familietak in 1925 uitdoofde.
- Félicie de Ghelcke

Félicie Marie Caroline Xavière Ghislaine de Ghelcke (1811-1854) trouwde met haar neef ridder Charles Hynderick (1810-1879).
- Auguste de Ghelcke

Auguste Charles Marie Ghislain de Ghelcke (Ieper, 15 augustus 1815 - 19 januari 1896) werd schepen van Ieper. Hij bleef vrijgezel.
- Georgine de Ghelcke

Georgine Jeanne Marie Louiser Ghislaine de Ghellinck (1817-1862), bleef vrijgezel.
- Jules de Ghelcke

Jules Charles Robert Marie Ghislain de Ghelcke (Ieper, 29 april 1819 - Saint-Martin-au-Laërt, 17 november 1900) trouwde in 1847 met Barbe Cortyl (1823-1884). Ze kregen vier dochters, onder wie Caroline (1852-1933), die als laatste naamdrager overleed.
- Ida de Ghelcke

Ida Marie Emilie Louise Ghislaine de Ghelcke (1823-1891) trouwde met haar neef ridder Auguste Hynderick, schepen van Ieper (1817-1883).
In 1910 kregen Jacques en Camille van de Walle en de kinderen van Auguste Hynderick vergunning om de Ghelcke aan hun familienaam toe te voegen.